# Anders Thomas Jensen
Anders Thomas Jensen, född 6 april 1972 i Frederiksværk, är en dansk manusförfattare och filmregissör. Han är gift med skådespelaren Line Kruse.
Jensen gjorde mellan 1996 och 1998 de tre kortfilmerna Ernst & Lyset, Wolfgang och Valgaften. De blev alla tre Oscarnominerade, och Valgaften vann dessutom, vilket gav Jensen internationellt genombrott.
År 1999 skrev Jensen filmmanuset till Mifune (Mifunes sidste sang), som regisserades av Sören Kragh Jacobsen, vilket även var en av de första dogmafilmerna. Han skrev också manuset till I Kina käkar dom hundar (I Kina spiser de hunde), som blev en framgång i Danmark. Både Mifune och I Kina käkar dom hundar nominerades till det danska filmpriset Robert, men ingen av dem vann. 2000 skrev han manus till den fjärde Dogme-filmen The King is Alive tillsammans med Kristian Levring, som även regisserade den. Han skrev även manus till filmen Dykkerne tillsammans med Bent E Rasmussen, med regi av Åke Sandgren.
Samma år regidebuterade Jensen med filmen Blinkande lyktor (Blinkende lygter), döpt efter en dikt av den danska författaren Tove Ditlevsen. Manuset skrev Jensen själv. Blinkande lyktor blev en stor succé på bio i Danmark, och vann publikens pris vid Robertgalan.
2001 skrev Jensen manus till filmen Grev Axel, och hjälpte även till med manuset till filmen Fogsvansen (Fukssvansen). 2002 skrev han manus till Susanne Biers film Älskar dig för evigt (Elsker dig for evigt), även detta en dogmafilm. 2004 arbetade de tillsammans igen med filmen Bröder (Brödre), och 2006 med filmen Efter bröllopet (Efter Brylluppet) båda i regi av Bier och manus av Jensen. 2005 kom filmen Adams äpplen (Adams æbler) som både är skriven och regisserad av Jensen som vann två Roberts, en för bästa danska film och en för bästa manus.

## Filmografi (urval)
- 1999 – I Kina käkar dom hundar
- 1999 – Mifunes sista sång
- 2000 – Blinkande lyktor
- 2002 – Älskar dig för evigt
- 2003 – De gröna slaktarna
- 2004 – Bröder
- 2005 – Adams äpplen
- 2010 – Hämnden
- 2012 – Bröllop i Italien
- 2014 – The Salvation
- 2017 – The Dark Tower
- 2025 – Den siste vikingen